# LHS 2520
LHS 2520 hay còn được biết đến với tên gọi khác là Gliese 3707 (hoặc các định danh khác là GJ 3707, LP 734-32) là tên của một sao lùn đỏ nằm trong chòm sao Ô Nha. Cấp sao biểu kiến của nó là 12,12, nghĩa là nó quá mờ để có thể nhìn thấy bằng mắt thường, kể cả trong điều kiện thời tiết tốt cũng như ở vị trí cách xa thành thị, nơi có sự ô nhiễm ánh sáng thấp. Nó là một ngôi sao có nhiệu độ thấp với nhiệt độ bề mặt là 3024 Kelvin và có quang phổ loại M3,5 V. Và nó quá mờ để có thể đo giá trị thị sai bằng vệ tinh Hipparcos do đó, ta đo giá trị ấy trên trái đất. Giá trị đó là 77.93 ± 2.41 mas, tức là khoảng cách của nó với chúng ta là khoảng xấp xỉ 42 ± 1 năm ánh sáng.
Trong Action Comics (một truyện tranh về Superman) tập 14 (xuất bản ngày 7 tháng 11 năm 2012), nhà vật lí học thiên thể người Mĩ Neil deGrasse Tyson xuất hiện trong câu truyện và trong đó, ông xác định rằng hành tinh của Superman, Krypton có quỹ đạo quay quanh LHS 2520. Tyson đã hỗ trợ nhà sản xuất truyện tranh này trong việc lựa chọn một ngôi sao ngoài đời thực để đi cùng với Krypton.

## Dữ liệu hiện tại
Theo như quan sát, đây là ngôi sao nằm trong chòm sao Ô Nha và dưới đây là một số dữ liệu khác:
Xích kinh 12h 10m 05.597s
Độ nghiêng −15° 04′ 15.66″
Cấp sao biểu kiến 12.12
Loại quang phổ M3.5V
Giá trị thị sai 77,93 +/- 2,41 